# Shirokolanivka
Shirokolanivka (en ucraniano: Широколанівка, romanizado: Shyrokolanivka) es un pueblo ucraniano perteneciente al óblast de Mikolaiv. Situado en el sur del país, forma parte del raión de Mikolaiv y parte del municipio (hromada) de Stepove.  

## Toponimia
El nombre del pueblo en ruso también es Shirokolanovka (en ruso: Широколановка). Desde su fundación hasta 1935, el pueblo se llamaba Landau (en alemán: Landau; en ucraniano: Ландау) y de ese año a 1945, Karl-Liebknecht (en alemán: Karl-Liebknecht; en ucraniano: Карла Лібкнехта) por el político comunista alemán.

## Geografía
Shirokolaivka se sitúa a orillas del río Berezan, 36 km al sureste de Veselinove y 53 km al noroeste de Mikolaiv. 

## Historia
La colonia de Landau fue fundada en 1802 (aunque según otras fuentes fue en 1809) por inmigrantes alemanes católicos en el valle que era parte de la gobernación de Jersón del Imperio ruso. Los inmigrantes procedían de las provincias del Rin, devastadas por las guerras napoleónicas, y siguieron el manifiesto de invitación del zar Alejandro I para establecerse cerca de Odesa: la mayoría de los colonos (66 familias) procedían de la zona del Rín-Hesse-Palatinado (principalmente de Landau in der Pfalz) y otros (27 familias) de Alsacia.
A partir del 18 de enero de 1918, Landau perteneció a la República Soviética de Odesa (fundada dos meses antes), poco después de la paz separada (27 de enero / 9 de febrero de 1918) entre las potencias centrales y la República Popular de Ucrania con el tratado de Brest-Litovsk. Posteriormente, los bolcheviques se hicieron con el control del pueblo y formó parte de la RSS de Ucrania en la Unión Soviética. 
Del 30 de abril de 1925 al 5 de marzo de 1939, el entonces pueblo de Karl Liebknecht fue el centro del raión alemán de Karl Liebknecht (hasta mayo de 1926, raión alemán de Landau). En la década de 1930, las autoridades soviéticas actuaron contra las iglesias de la zona. El raión alemán de Karl-Liebknecht se disolvió a mediados de abril de 1939 y sus aldeas fueron asignadas a otros raiones.
Durante la ocupación rumana en la Segunda Guerra Mundial, el pueblo fue la capital del distrito de Landau en la gobernación de Transnistria entre septiembre de 1941 y 1944. Landau fue también la sede del Sonderkommando R (Rusia), que pertenecía a la organización Hauptamt Volksdeutsche Mittelstelle de las SS, por lo que los alemanes estaban exentos del control rumano. A principios de 1944, la población de origen alemán fue reasentada como reasentados administrativos en Wartheland antes del regreso del Ejército Rojo.
El 8 de agosto de 1945, la aldea de Karl Libknecht pasó a llamarse Shirokolanivka y el raión se formó en el raión de Shirokolanivska, que existió hasta 1957.

## Demografía
La evolución de la población de Shirokolonivka entre 1810 y 2001 fue la siguiente:
| 470                                                           | 1958 | 3761 | 2403 | 2653 | 6330 | 2596 | 1833 |
| (Fuente: Cities & Towns of Ukraine y UKRAINE: Größere Städte) |      |      |      |      |      |      |      |

Según el censo de 2001, la lengua materna de la mayoría de los habitantes, el 94,54%, es el ucraniano; del 3,82% es el ruso y del 1,31%, el rumano.

## Personas ilustres
- Markus Glaser (1880–1950): clérigo católico, administrado de la diócesis católica de Iaşi.
- Michael Seifert (1924–2010): guardia nazi conocido como "La bestia de Bolzano".